# Saint-Jouin-de-Marnes

Saint-Jouin-de-Marnes este o comună în departamentul Deux-Sèvres, Franța. În 2009 avea o populație de 593 de locuitori.